# Tlestky

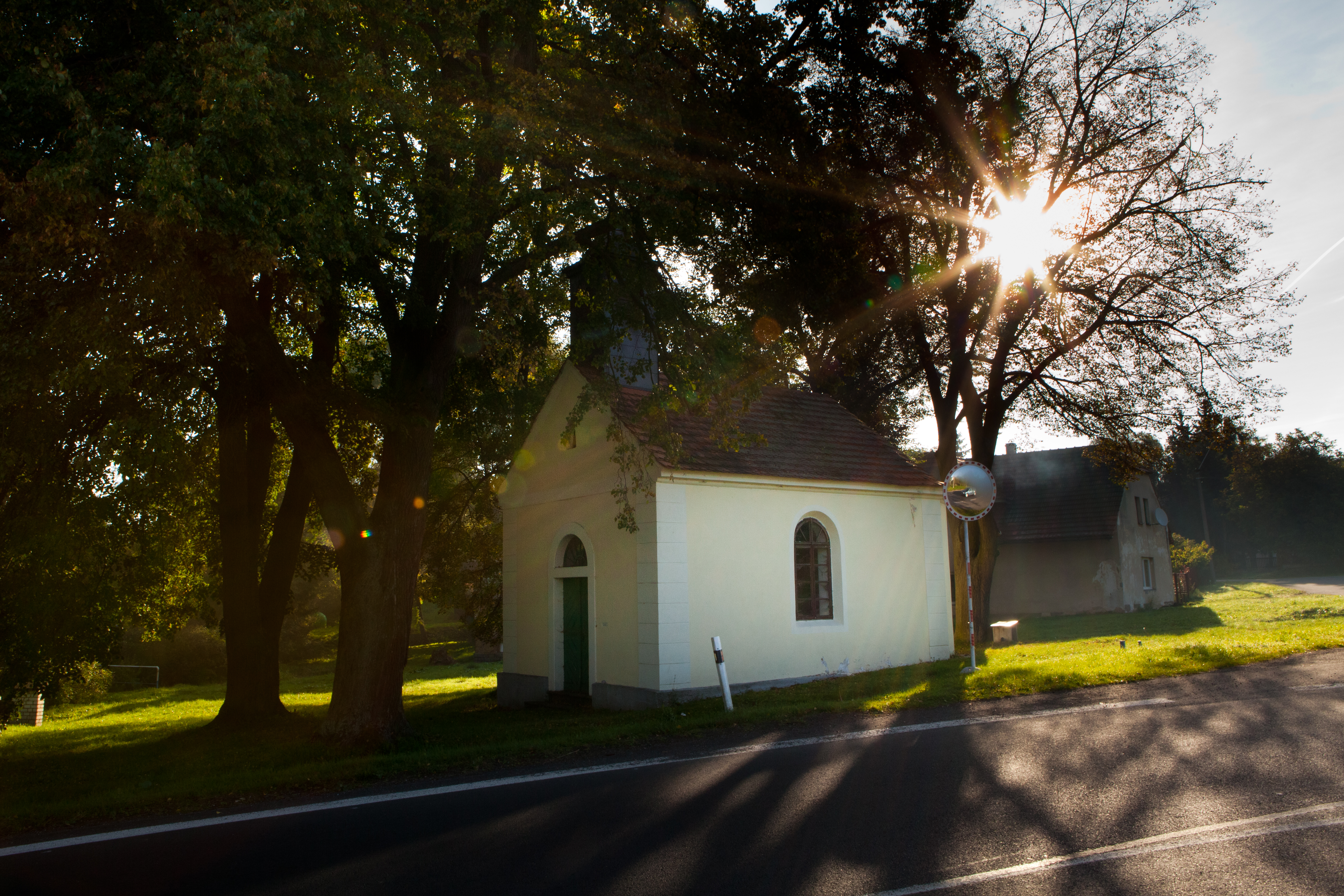
Kapelle Mariä Namen

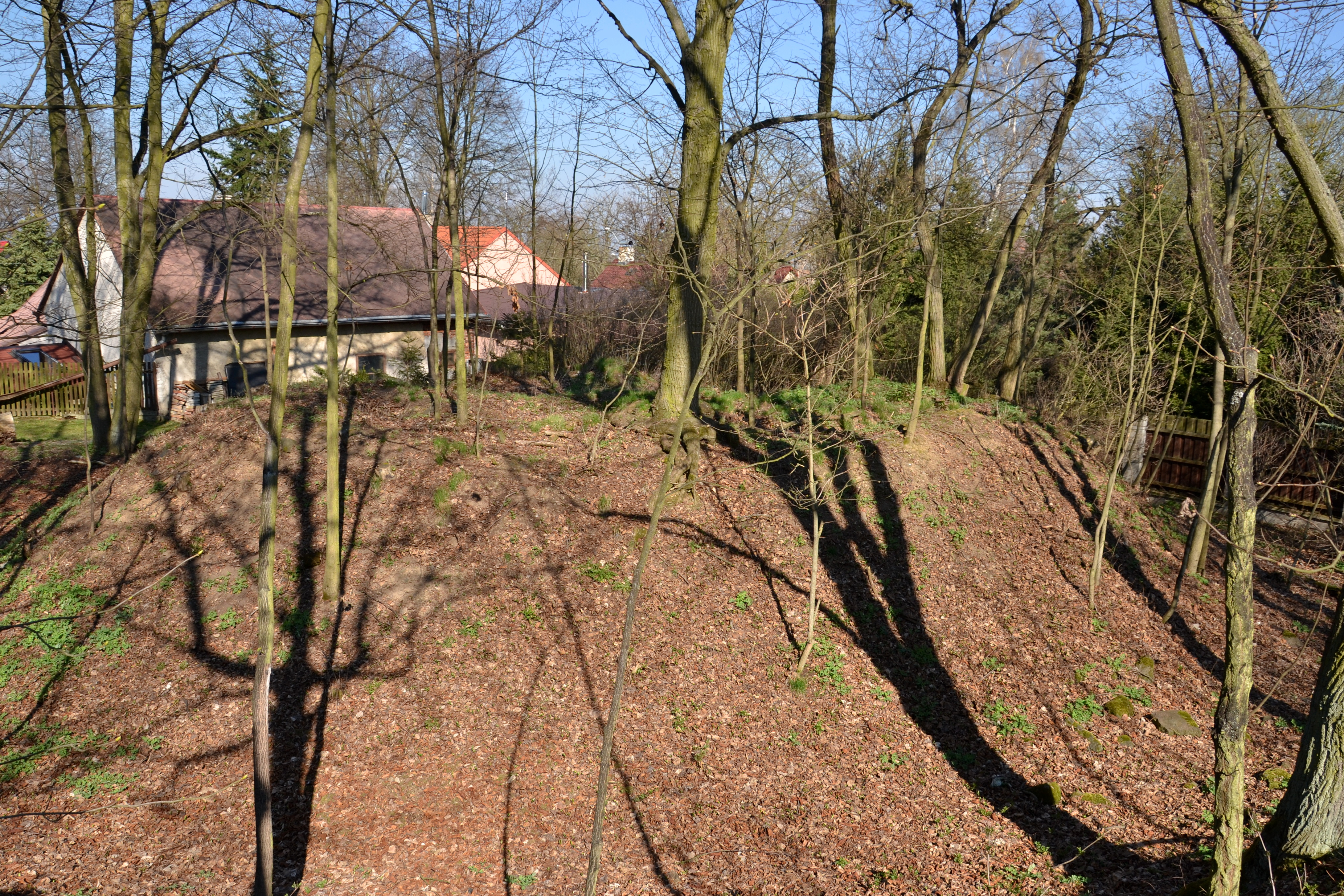
Burgstall Tlestky

Tlestky (deutsch Tlesko) ist ein Ortsteil der Gemeinde Drahouš (Drahuschen) in Tschechien. Er liegt zweieinhalb Kilometer südlich von Jesenice (Jechnitz) und gehört zum Okres Rakovník.

## Geographie
Der Rundling Tlestky befindet sich linksseitig des Rakovnický potok (Kavillerbach) an einem kleinen Nebenbach in der Rakovnická pahorkatina (Rakonitzer Hügelland). Gegen Norden liegt der Velký rybník (Großer Teich), im Westen der Krtský rybník (Zwitakenteich). Über den Dorfplatz verläuft die Staatsstraße I/27 zwischen Jesenice und Kralovice (Kralowitz). Nördlich erhebt sich der Drahoušský vrch (Drahuschenberg; 549 m n.m.), im Osten der Plavečký vrch (Plawetschberg; 603 m n.m.) und die Lednice (Eiskeller; 593 m n.m.) sowie südöstlich der Přívraty (Talikenberg; 594 m n.m.). Das Dorf  liegt auf dem Gebiet des Naturparks Jesenicko.
Nachbarorte sind Jesenice im Norden, Drahouš und Plaveč (Plawitsch) im Nordosten, Svatý Hubert (Sankt Hubert) im Osten, Smrk und Otěvěky (Nedowitz) im Südosten, Žďár (Schaar) und Podbořánky (Podersanka) im Süden, Žihle (Scheles) und Pohvizdy (Powiesen) im Südwesten, Pastuchovice (Pastuchowitz) und Ostrovec (Johannesdorf) im Westen sowie Blatno (Pladen) und Krty (Gerten) im Nordwesten.

## Geschichte
Das Dorf bestand wahrscheinlich schon im 13. Jahrhundert, die Entstehung der unmittelbar daneben gestandenen Turmhügelburg wird in die zweite Hälfte dieses Jahrhunderts datiert. Erstmals urkundlich erwähnt wurde Tlesk 1419 als Sitz des Henslin de Tlesk. Die Burg wurde vermutlich 1424 während der Hussitenkriege zerstört und nicht wieder aufgebaut. Im Jahre 1530 hatte Jan von Tlestek seinen Sitz in Tlestek. 1542 gehörte das Gut Tlesky dem Georg Psovlcky von Mokotill. Später wurde Tlestky dem Gut Tschistay zugeschlagen. In der berní rula von 1654 sind für Tlestky acht Gehöfte aufgeführt.
1713 erwarb Wenzel Josef Lažanský von Bukowa auf Manetin das Gut Tschistay vom Prager Domkapitel St. Veit und vereinigte es mit seiner Herrschaft Křič. 1715 erbten Wenzel Josefs Witwe Marie Gabriele und seine Söhne Maximilian Wenzel und Karl Josef Lažanský den Besitz. Die Herrschaft Křič blieb im Besitz der Witwe, diese starb 1758 als Oberin des Reichsstiftes adeliger Fräulein in der Neustadt Prag und hinterließ eine Hälfte der verschuldeten Herrschaft dem Stift. Die andere Hälfte wurde auf Antrag ihrer Gläubiger subhastiert; da sich dafür jedoch kein Interessent fand, fiel sie den Lažanskýschen Erben zu, die sie 1764 dem Fräuleinstift, das später den Namen „k.k. freiweltadeliges Damenstift zu den heiligen Engeln in der Altstadt Prag“ erhielt, verkauften. Bei der Einführung der Hausnummerierung wurden 1778 in Tlesko 18 Anwesen gezählt. In der Topographie des Königreichs Böhmen von 1785 wurde Dlesko bzw. Kleskau ohne Angabe der Häuserzahl genannt. Während der Josephinischen Reformen wurde die Herrschaft im Jahre 1787 an das Prager Theresianum angeschlossen, 1791 ging sie an das Damenstift zurück. Die nach ihrem Erbauer benannte Schreibermühle wurde 1820 von einer Ölmühle zur Graupenmühle umgebaut. Ihre Robot mussten die Bewohner auf den weit entfernten Meierhöfen Strachowitz, Schösselhof oder Ptič ableisten.
Im Jahre 1843 bestand das im Rakonitzer Kreis an der Straße von Saaz nach Pilsen gelegene Dorf Tlesko, auch Dlesko bzw. Tleskau genannt, aus 20 Häusern mit 133 überwiegend deutschsprachigen Einwohnern. Im Ort gab es ein Wirtshaus, in dem Křičer Bier ausgeschenkt wurde. Abseits, am Tlesker Teich, lag die eingängige Schreibermühle. Pfarr- und Schulort war Jechnitz. Bis zur Mitte des 19. Jahrhunderts blieb Tlesko der Herrschaft Křič  untertänig.
Nach der Aufhebung der Patrimonialherrschaften bildete Tlesko / Tlestky ab 1850 mit der Einschicht Schreibermühle eine Gemeinde im Gerichtsbezirk Jechnitz. Die Saaz-Pilsener Straße wurde 1858 zur Teplitz-Eisensteiner Ärarialstraße ausgebaut. Ab 1868 gehörte Tlesko zum Bezirk Podersam. Im Jahre 1869 bestand das Dorf aus 22 Häusern und hatte 131 Einwohner. Am 25. Mai 1872 führte der von Schaar kommende Johannisbach (Ostrovecký potok) ein starkes Hochwasser, so dass er die westlichen Fluren von Tlesko überflutete, den Damm des Tlesker Teiches durchbrach und die darunter liegende Schreibermühle fortriss. Durch den Müller wurde die Mühle und die Dämme, über die auch Wege führten, wiederhergestellt. Die alte Kapelle auf dem Dorfplatz wurde 1876 abgebrochen und durch einen mit Unterstützung des Prager Damenstiftes zu den heiligen Engeln und Gemeindemitteln finanzierten Neubau ersetzt. Von der alten Kapelle wurde die Glocke übernommen; eine weitere Glocke und den Altar stiftete der in Tlesko geborene Prager Großhändler Carl Lüstner. Das den hl. Johannes von Nepomuk darstellende Altarbild spendete der Jechnitzer Bürger Johann Heidler.
Am 14. Januar 1889 erfolgte die Gründung einer Freiwilligen Feuerwehr. Im Jahre 1900 hatte Tlesko 115 Einwohner, 1910 waren es 108. Die Häuser des Dorfes reihten sich um einen runden Dorfanger  mit der Kapelle und einem Teich; über den die Ärarialstraße verlief. Der Dorfbrunnen wurde Goldbrunnen genannt, weil bei ihm alte Stollen sichtbar waren, die der Überlieferung nach vom Goldbergbau stammen sollen. Die Gemeindefluren bestanden größtenteils aus Ackerland. 1901 wurde die Schulgemeinde Drahuschen-Tlesko gebildet, der Unterricht erfolgte in Drahuschen. Im Jahre 1906 verkaufte das Damenstift zu den heiligen Engeln die Grundherrschaft Chříč an Stephan von Götzendorf-Grabowski, der sie 1910 an Gustav Fischer veräußerte.
Nach dem Ersten Weltkrieg zerfiel der Vielvölkerstaat Österreich-Ungarn, Tlesko wurde 1918 Teil der neu gebildeten Tschechoslowakischen Republik. Beim Zensus von 1921 lebten in den 24 Häusern der Gemeinde 111 Personen, davon 109 Deutsche und ein Tscheche. Zu Weihnachten 1923 war die Elektrifizierung des Dorfes abgeschlossen. Auf halbem Wege zwischen Tlesko und Drahuschen wurde 1928 ein gemeinschaftlicher Friedhof für beide Gemeinden angelegt. 1930 lebten in den 26 Häusern von Tlesko 115 Personen. Nach dem Münchner Abkommen wurde Tlesko im Oktober 1938 dem Deutschen Reich zugeschlagen und gehörte bis 1945 zum Landkreis Podersam. 1939 hatte die Gemeinde 102 Einwohner.
Nach dem Ende des Zweiten Weltkrieges kam Tlestky zur wiedererrichteten Tschechoslowakei zurück. Nach der Aussiedlung der meisten deutschen Bewohner wurde das Dorf mit Tschechen wiederbesiedelt. 1950 lebten in den 23 Häusern von Tlestky 66 Personen. Bei der Gebietsreform von 1960 wurde Tlestky nach Drahouš eingemeindet und zugleich dem Okres Rakovník zugeordnet. Am 1. Januar 1976 erfolgte die Eingemeindung nach Jesenice. Beim Zensus von 1991 lebten in den elf Häusern von Tlestky  19 Personen. Seit dem 1. Januar 1993 gehört Tlestky  wieder zur Gemeinde Drahouš. 2011 hatte der Ortsteil 28 Einwohner und bestand aus 14 Wohnhäusern.

## Ortsgliederung
Der Ortsteil Tlestky bildet einen Katastralbezirk. Zu Tlestky gehört die Wüstung Schreibrův mlýn (Schreibermühle).

## Sehenswürdigkeiten
- Kapelle Mariä Namen, auf dem Dorfplatz, erbaut 1876 anstelle eines älteren Vorgängerbaus
- Burgstall Tlestky, südöstlich hinter den Häusern am Dorfplatz an der Straße nach Drahouš. Bei Ausgrabungen wurde 1962 eine Kanne mit 400 kleinen Waldglasringen aufgefunden.[6]
- Gusseisernes Kreuz, nördlich des Dorfes an der Straße nach Jesenice
- Wackelstein (Viklan), nordwestlich des Dorfes

## Söhne und Töchter des Ortes
- Anton Mahr (1830–1891), Komponist und Militärkapellmeister, Vater von Gustav Mahr